# جاك هيسكيث
جاك هيسكيث (بالإنجليزية: Jake Hesketh)‏ (27 مارس 1996 بساوثهامبتون في المملكة المتحدة - ) هو لاعب كرة قدم بريطاني في مركز الوسط. لعب مع نادي ساوثهامبتون.

## وصلات خارجية
- جاك هيسكيث على موقع الاتحاد الأوربي (الإنجليزية)
- جاك هيسكيث على موقع قاعدة بيانات كرة القدم.إي يو (الإنجليزية)
- جاك هيسكيث على موقع Soccerbase.com (لاعب) (الإنجليزية)
- جاك هيسكيث على موقع Soccerway.com (الإنجليزية)
- جاك هيسكيث على موقع عالم كرة القدم.نت (الإنجليزية)
- جاك هيسكيث على موقع AS.com (الإسبانية)